# ستيف كونور
ستيف كونور (بالإنجليزية: Steve Connor) هو لاعب كرة قدم أمريكية أمريكي، ولد في 5 أكتوبر 1961 في ويتون في الولايات المتحدة.